# Антігона (Софокл)
«Антіго́на» (грец. Ἀντιγόνη) — трагедія давньогрецького драматурга Софокла, що ґрунтується на фіванському циклі міфів. Створена 441 р. до. н. е. Українською мовою перекладена Борисом Теном.
Антігона — дочка царя Едіпа і його матері Іокасти, сестра Полініка, Етеокла і Ісмени.
Під час добровільного вигнання незрячого батька в містечко Колон (неподалік від Афін), стала його поводирем. Після смерті Едіпа Антігона повернулася в рідні Фіви.

## Дійові особи
- Антігона, Ісмена — дочки Царя Едіпа.
- Креонт — цар фіванський.
- Евридіка — його дружина.
- Гемон — син Креонта, наречений Антігони.
- Тіресій — сліпий провісник.
- Страж.
- Вісник.
- Слуга Креонта.
- Хор фіванських старійшин.

## Сюжет трагедії
Дія відбувається в Фівах після смерті царя Едіпа. Між його синами — Етеоклом і Полініком — розпочинається боротьба за владу. Після того, як Етеокл вигнав брата з Фів, Полінік, уклавши союз із сімома сусідніми царями, вирушив на Фіви з війною. Під міськими мурами розгорнувся кривавий бій. Брати зійшлися в поєдинку, і обидва загинули. Саме на цьому епізоді фіванського міфу розпочинається дія трагедії Софокла.
Після гибелі братів, єдиновладним правителем Фів залишається Креонт. Насамперед Креонт видав указ, за яким Етеокла, законного царя, який помер, захищаючи рідне місто, слід було поховати з усіма почестями, а тіло Полініка-зрадника залишити непохованим, на поталу собакам і птахам. Антігона, виконуючи свій родинний і релігійний обов'язок, вирішує порушити заборону Креонта і таємно поховати брата. Ісмена відмовляється від сміливого плану сестри, побоюючись покарання Креонта.
За релігійними віруваннями стародавніх греків не поховати і не оплакати померлу людину — найтяжча кара для її родини.
Вважалося, що тоді душа померлого не може знайти собі притулку, вічно блукає по світу та мстить за це своїм родичам.
За порушення свого наказу, Креонт засуджує Антігону до поховання живцем. Гемон просить батька скасувати несправедливий вирок його нареченій, та цар залишається невблаганним. Лише віщування Тіресія про неминучу біду, якої зазнає Креонт, коли не звільнить дівчини, змушує його скасувати вирок.
Проте вісник повідомляє про самогубство Антігони та Гемона. Дружина Креонта Еврідіка, довідавшись про смерть сина, в розпачі також чинить самогубство. Креонт оплакує себе, своїх рідних, визнаючи власну провину.
У трагедії "Антігона" є фрагмент, який заслуговує окремого
розгляду і про який написано, мабуть, не менше, ніж про всю іншу творчу
спадщину Софокла. Це пісня хору "Дивних багато в світі див..."
(стасим І, вірші 332-383), що його недаремно пафосно називають "Гімн
людині":
Строфа 1
   Дивних багато в світі див, 

   Найдивніше із них — людина, 

   Вітер льодом січе, вона ж 

   Дальшу в морі верстає путь — 

   Хай сива хвиля бушує, 

   А човен пливе вдаль, 

   Уславлену в богинях Землю, 

   Вічно й невтомно родючу, виснажує, 

  Плугом щороку в ній борозни орючи 

  Із конем своїм, людина.
Антистрофа 1
   Птиць безтурботні зграї й риб, 

   Що живуть у морських глибинах, 

   Звірів диких з гущин лісних 

   В пастку й сплетену вправно сіть 

   Розумна ловить людина 

   Й собі скоряє їх. 

   В полях і в горах звірів ловить, 

   Хитрим знаряддям їх перемагаючи, 

   І запрягає коня довгогривого, 

   І бика в ярмо заводить.
Строфа 2
   І мислей, як вітер швидких,

   І мови навчивсь чоловік,

   Звичаїв громадських пильнує здавна;

   Від лютих стуж, буйних злив

   Знайшов міцний захист він,

   Благодольний.

   Бездольним не буде той, 

   хто сам Майбутню путь ясно зрить, — 

   Нездоланна смерть одна,

   А біль хвороб, тягар знегод — не страшні нам.
Еллінську літературу і культуру недаремно називають "дитинством людства, там, де воно розвинулось найгарніше". Такого по дитячому щирого замилування людиною, як це було у творах давніх греків, не знайдемо в жодну іншу епоху і в жодній іншій літературі. Причому, цей захоплений, свіжо-дитячий погляд на людину притаманний не лише Софоклові. У трагедії його творчого суперника Есхіла "Прометей закутий" знаходимо не лише тематичні й настроєві, а й майже текстуальні збіги:
Есхіл
Прометей закутий
   І в ярма перший уярмив тварини я,

   Щоб у важкій роботі, приневолені,

   Людей своїми заступили спинами. 

   Я віжколюбних коней в колісниці впріг...
Софокл
Антігона
   І запрягає коня

   довгогривого,

   І бика в ярмо заводить...
Але далі ще щире
замилування Софокла величчю людини ("Гімн людині") раптово переходить
у не менш пафосні докори її вадам, перетворюючись на майже релігійну моральну проповідь:
Антистрофа II 
   Є витвори мудрі в людей —

   Ясніші від світлих надій,

   Та часто біди від них більш, як блага;

   Хто в шані мав клятви міць,

   Батьків закон, гнів богів,

   Той — преславний.

   Безславним хай буде, хто посмів

   На кривдну путь серцем стать —

   Щастя не знайти йому,

   Й ні в домі гість, ні друг мені він не буде.
На перший погляд може здатися, що ця пісня хору є своєрідним
"позасюжетним відступом", жодним чином не пов'язаним із подіями
"Антігони". Проте до сюжету й драматичного конфлікту трагедії цей уривок
дозволяє застосувати його повчальний пафос. Якщо коротко,висновок можна зробити
приблизно такий: можновладці повинні "в шані мать клятви міць, батьків
закон, гнів богів" і в жодному разі не повинні "на кривдну путь
серцем стать". А саме це й зробив деспот Креонт і саме за це його
покаранно смертю Гемона й дружини Евридіки.
Цікаво, що в цьому повчальному висновку Софокл знову суголосний зі своїм
творчим суперником Есхілом: влада (як земна, так і небесна) повинна бути
справедливою і гуманною, бо інашке рано чи пізно, але вона приречена на
падіння. Це стосується як Зевса, який ризикував позбутися трону на Олімпі, так
і Креонт, який фактично позбувся трону у Фівах. Оце і є приклад дидактичного,
виховного потенціалу еллінського театру.
Узагальнюючи ж, можна констатувати, що вислів Софокла "Дивних багато в
світі див, / Найдивніше із них — людина..." ("Гімн людині") міг
би стати епіграфом до усієї давньогрецької літератури та культури, гуманізм
яких зробив їх безсмертними і дав змогу стати фундаментом європейської культури
Нового часу.

## Рецепція
У новий час трагедія Софокла рідко ставилася на сцені, але була джерелом натхнення для багатьох митців.
1943 року Жан Ануй на основі трагедії Софокла написав свою «Антігону» — антична драма стала для Ануя тою езоповою мовою, яка дозволила йому в окупованому Парижі закликати зі сцени до непокори окупантам.
1948 року Бертольт Брехт адаптував трагедію для сучасної сцени: якщо у Софокла конфлікт між Креонтом та Антігоною спалахував після переможної війни, то у Брехта Креонт затівав війну проти Аргоса, щоб відволікти народ від проблем, пов'язаних з економічним занепадом його держави.

## Українські переклади
Уперше українською мовою трагедію Софокла «Антігона» було перекладено на початку 1880-х років. Переклад, зроблений Петром Ніщинським побачив світ у львівській «Зорі» (1883, № 23, 24) і того ж року вийшов в Одесі окремим виданням. Цей переклад, за висловом Івана Франка, був «гарним, хоч дуже свобідним». Уривок з трагедії Софокла «Антігона» переклав Іван Франко. Всю трагедію Софокла українською переклав Борис Тен. Переклад опублікувало видавництво «Дніпро» 1981 року в серії «Вершини світового письменства»
- Давньогрецька трагедія / К.: Дніпро, 1981.— 232 с. (Вершини світового письменства. Том 37). [Архівовано 9 травня 2015 у Wayback Machine.]